# Ammar Khaled
Ammar Khaled Al-Bashir Al-Faki Idris (ur. 21 października 1955) – sudański piłkarz grający na pozycji pomocnika. W swojej karierze grał w reprezentacji Sudanu.

## Kariera klubowa
Swoją karierę piłkarską Khaled rozpoczął w klubie Tuti Chartum, w którym grał w latach 1968-1969. W latach 1970–1986 był zawodnikiem Al-Merreikh Omdurman. Wywalczył z nim dziewięć mistrzostw Sudanu w sezonach 1970, 1971, 1972, 1974, 1975, 1977, 1978, 1982 i 1985 oraz zdobył osiem Pucharów Sudanu w sezonach 1970, 1971, 1972, 1974, 1983, 1984, 1985 i 1986.

## Kariera reprezentacyjna
W 1976 roku Khaled został powołany do reprezentacji Sudanu na Puchar Narodów Afryki 1976. Wystąpił na nim w jednym meczu grupowym, z Zairem (1:1).